# فراقية ابن زريق البغدادي
فراقية ابن زريق أو عينية ابن زريق، غالباً ما يُشار إليها بـ«لا تَعذَلِيه» أو «قمرٌ في بغداد»، وهي قصيدةٌ كَتَبها الشاعرُ العباسي ابن زريق البغدادي في سنوات الشفق التي قضاها في بلاد الغربة، كتب في سطورها رثاء رجل غادر وطنه بغداد متجهاً إلى بلاد الأندلس. انطلق حاملاً وعداً، تاركًا زوجته التي يحبها ليكسب لقمة عيشه، ومشتاقًا للعودة إليها، لكن لم يُقدَّر له ذلك؛ استسلم بعد أن أصيب بمرض في الأندلس حتى لاقى حتفَهُ في النهاية، تاركًا أحلامه دون تحقيق.
القصيدة خالدة في تاريخ الأدب العربي، وتدل على قدرة الشعر في صياغة «مشاعر الحب والألم» التي يشعر بها الإنسان. كما تُعد القصيدة من أشهر قصائد الحب ولوعة الاغتراب في الشعر العربي. على الرغم من أن ابن زريق البغدادي يعرفه عشّاق الأدب العربي، إلا أن هذه هي القصيدة الوحيدة التي وُجِدَت له، وُجِدَت القصيدة معه عند وفاته سنة 1029م/420 هـ، حيث عُثِرَ عليها بجواره.
يُخاطبُ ابن زريق زوجته في القصيدة، مؤكدًا حبه لها حتى أنفاسه الأخيرة، ويترك في سطور القصيدة تجربته في المنفى ورحيله من أجل الرزق. لم يصغِ ابن زريق لكلام زوجته عندما نصحته بعدم الرحيل؛ فأوضح في نهاية القصيدة أنه كان مُتَأَسِّف ونادم على هجرته حيث لا يوجد له رفيق أو معين.

## خلفية
الشاعر ابن زريق البغدادي هو أبو الحسن علي بن زريق البغدادي. شاعر عراقي، ينحدر من منطقة الكرخ غربي بغداد. كان ابن زريق كاتباً في ديوان الرسائل.  رجل متواضع، تزوج من فتاة أحبها من الكرخ، ورسم في الشعر معالم حنينه إلى زوجته والوطن. لم يكن شاعراً مشهوراً في حياته، ولم يُعرف عنه سوى اسمه ووضعه المادي. بسبب قصيدته، اشتهر ابن زريق عبر التاريخ بفقره وحبه لزوجته.

### حكاية القصيدة
وسط تيارات التاريخ المضطربة، عاش ابن زريق في بغداد ضمن الدولة البويهية بين فترة العصر العباسي الثاني وصعود دولة السلاجقة. اتسمت تلك الفترة وخاصة نهاية العصر العباسي الثاني بكثرة الفتن والحروب الداخلية والصراعات، لم تكن الدولة مستقرة في ذلك الوقت، كما ظهرت بوادر الضعف في مستهل هذا العصر الذي تختلف ملامحه عن العصر العباسي الأول. اشتُهِرَت قصيدته فيما بعد بين أبناء العصر العباسي الثالث.
وفقًا لعدة روايات، وجد ابن زريق عزاءه في أصداء الشعر الهادئة؛ ولذلك أخذته رحلته بعيدًا، إلى شواطئ الأندلس المشمسة، حيث ألقى براعته الغنائية في بلاط أمير مفتون بالشعر؛ إذ يُقال أن ابن زريق ذهب هناك ليمدح أحد أمرائها، حيث كان هناك أمير مهتم بالشعر ويقيم مسابقة شعرية، فنظم قصيدة أشاد فيها بالأمير، لكن منحه الأمير مكافأة هزيلة، وفي خيبة أمله، كتب ابن زريق أعظم تأليفه، "العينية"، قبل أن يستسلم، توُفي على الطريق في قرطبة.

## البناء
نُظمت القصيدة على البحر البسيط، وهو بحر مركّب على وزن «مُسْتَفْعِلُنْ فَاعِلُنْ مُسْتَفْعِلُنْ فَاعِلُنْ». حرف الروي في القصيدة هو الهاء «ـهُ». من ناحية الشكل الفني، أخذت قصيدة ابن زريق عدة موضوعات؛ شُكّلت على نظام الموضوعات المتعددة.

## تحليل
يبدأ ابن زريق قصيدته بمناشدة عشيقته لتتوقف عن توبيخه وألا تلومه، فاللوم أثر عليه وأضر به. ابن زريق يعلم بصحة نصيحتها، ويعترف بأنه وقع ضحية اختياره الخاطئ.
يضع الشاعر في سطور القصيدة سبب رحيله عنها، وسرعان ما يعلن ندمه لأن ما كان يأمله لم يتحقق. لا يستطيع التحدث معها عن نفسه بضمير المخاطب؛ يستخدم ابن زريق ضمير الغائب «هو». يعكس استخدامه لضمير الغائب الصراع النفسي بين غيابه الواقعي الذي سببته الغربة وبين إِشتياقه الجامح للعودة للديار ولقاء زوجته.
في السطر السابع، يشكو ابن زريق من كثرة السفر؛ ولذلك يتضح أن رحلة الأندلس لم تكن أول رحلة للشاعر. بعد السطر السابع، يوضح ابن زريق سبب رحيله ويبرر ذهابه.
بين السطر الثالث عشر والتاسع عشر، يشرح ابن زريق كيف كان الوداع. بعد تبرير سفره وإعلان ندمه وأسفه، يبدأ ابن زريق بالحديث عن زوجته، كما يتذكر اللحظة التي ودعها فيها. في السطر الحادي والعشرين، يعرب الشاعر عن ندمه الشديد على تركه لزوجته، ويخلص إلى أنه خسر شيئًا كبيراً، وأن موته بعيدًا عن زوجته سيكون عقابه. يبدو أن اليأس سيطر على قلب الشاعر حتى غدا يتحدث عن منزله وكأنه مكان يحمل ذكريات خلت منذ زمن بعيد. بين السطر العشرين والثامن والعشرين، تتضح حالة الشاعر من الغربة والندم، وفي الأسطر التسعة الأخيرة، يظهر موضوع الحنين إلى العهد القديم.

## تأثيرات
حظيت عينية ابن زريق باهتمام كبير من الشعراء والأدباء على مر العصور، فأشاد العديد من الكُتّاب العرب بالقصيدة، قال ابن حزم الأندلسي: «من تختم بالعقيق، وقرأ لأبي عمرو وتفقه للشافعي وحفظ قصيدة ابن زريق فقد استكمل الظرف». من الناحية الأخرى، عارضها عدة شعراء ومؤرخين مثل أحمد بن جعفر الواسطي، والشاعر أبو بكر العندي، وابن الدبيثي، والمؤرخ عبد الكريم ابن أحمد مطهر. نَظَمَ أبو بكر أحمد العندي قصيدة تتكون من 49 بيتاً، مطلعها:
كما عارض الشاعر أبو العباس أحمد بن جعفر بن أحمد الدبيثي لا تعذليه بقصيدة من 31 بيتاً، قال في مطلعها:
نُشِرت رواية بعنوان ابن زريق البغدادي عابر للسنين في عام 2009، وتُرجِمت للإنجليزية في عام 2016، وفي عام 2018، نشر الكاتب الإماراتي عوض الدرمكي رواية تتكون من 362 صفحة بعنوان لا تعذليه، وهي مستوحاة من حكاية وأحداث القصيدة.
في العصر الحديث، قام العديد من الفنانين بتلحين وغناء القصيدة مثل فادية طنب الحاج وفدوى المالكي.

## قراءات إضافية
- خليل، ابراهيم (1984). تداعيات ابن زريق البغدادي: شعر. عمّان، الأردن: دار آسيا للنشر والتوزيع.
- عارف، حسن (1893). تخميس قصيدة ابن زريق البغدادي. الدار اليمنية للنشر والتوزيع.
- المقالح، عبد العزيز (1974). هوامش يمانية على تغريبة ابن زريق البغدادي. دار العودة.
- جمل، وحيد عبد الحكيم (2013). الضرورة والحرية: قراءة في قصيدة ابن زريق البغدادي. مكتبة الوفاء القانونية.
- جمال الدين، محسن (1963). أدباء بغداديون في الأندلس. مكتبة النهضة.
- الدوسري، أحمد (2010). المكان سيد الأدلة، او، موطني الأصلي. مؤسسة الدوسري للثقافة والإبداع.

## وصلات خارجية
- قصيدة لا تعذليه قصة القصيدة مع الشرح.
- لا تعذليه على ديوان العرب.